# Kim Ji-hyeon (calciatore)
Kim Ji-hyeon (김지현?; 22 luglio 1996) è un calciatore sudcoreano, attaccante dell'Ulsan HD.

## Palmarès

### Club

#### Competizioni nazionali
- K League 1: 1

Ulsan Hyundai: 2024